# マリリンとアインシュタイン
「マリリンとアインシュタイン」(Insignificance)は、1985年のイギリス映画。原作はテリー・ジョンソンの舞台劇。

## 概要
アインシュタイン、マリリン・モンロー、ジョー・ディマジオ、赤狩りのマッカーシー等とおぼしき人物たちがホテルの一室に集って繰り広げるドラマ。『カッコーの巣の上で』で強い印象を残したネイティブ・アメリカン俳優のウィル・サンプソンがエレベーター・ボーイ役で登場。
第38回カンヌ国際映画祭コンペティション部門にて上映され、Technical Grand Prizeを受賞。

## あらすじ
1954年のある日、物理学者が住むホテルの一室に女優が尋ねてくる。彼女にとって彼は「抱かれたい男ナンバーワン」なのだそうだ。彼女は、独学した彼の理論を彼の前で分かりやすく実演してみせる。そんなところに、彼女の夫である野球選手や赤狩り議員も尋ねてきて……。

## キャスト
- テレサ・ラッセル
- トニー・カーチス
- ウィル・サンプソン

## スタッフ
- 監督：ニコラス・ローグ